# Conrad Haussmann

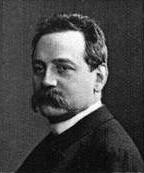
Conrad Haussmann.

Conrad Haussmann, född 8 februari 1857 i Stuttgart, död 11 februari 1922 i Stuttgart, var en tysk politiker.
Haussmann var från 1883 advokat i Stuttgart och från 1889 till sin död ledamot av Württembergs lantdag samt 1890-1918 ledamot av tyska riksdagen, därefter 1919-1920 av nationalförsamlingen (dennas vicepresident) och därefter av den nya tyska riksdagen. Han var till revolutionen 1918 ledare av Fortschrittliche Volkspartei i Württemberg, fick därpå till stånd dess sammanslagning med Nationalliberale Partei till Deutsche Demokratische Partei och var dettas ordförande till januari 1921. 
Jämväl i den nya riksdagen var Haussmann en bland demokratiska partiets ledande män. Han var en framstående talare, med utpräglat sydtyskt temperament, starkt intresserad av författnings- och skolfrågor, och som ordförande i nationalförsamlingens författningsutskott hade han jämte Hugo Preuss huvudandel i den nya tyska författningens utgestaltning. I prins Max av Baden ministär (oktober till november 1918) var Haussmann parlamentarisk statssekreterare. Han skrev en mängd politiska småskrifter, var flitig medarbetare i "Berliner Tageblatt" och redigerade från 1919 flygskriftserien "Der Aufbau".
Bland Haussmanns skrifter märks Erinneriungen an die Oktober- und Novembertage 1918 81920) och Schlaglichter, Reichtagsbriefe und Aufzeichnungen (postumt utgiven 1924).